# Оберлендер, Адольф

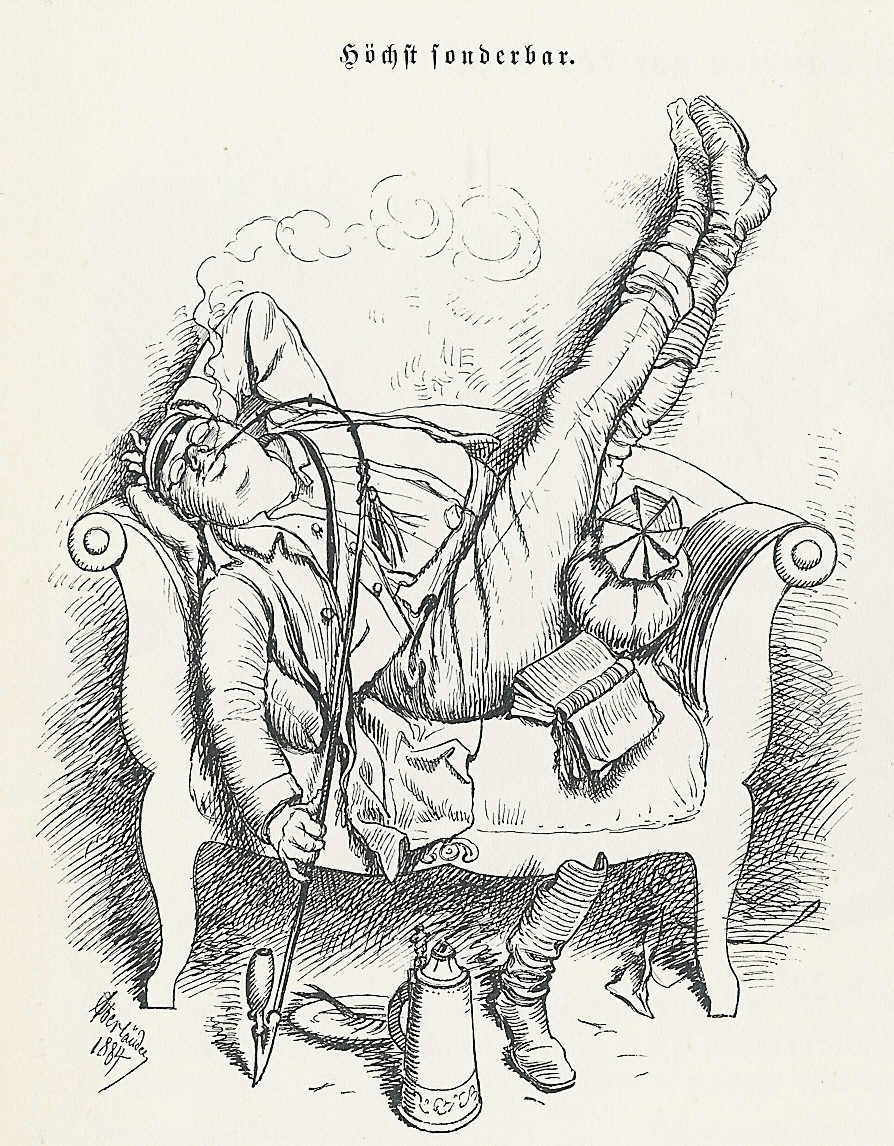
А.Оберлендер «Совершенно замечательно», 1884 (из студенческой жизни)

Адольф Оберлендер (нем. Adolf Oberländer, 1 октября 1845, Регенсбург — 29 мая 1923, Мюнхен) — немецкий живописец и рисовальщик-карикатурист. Ученик Фердинанда фон Пилоти.

## Биография
В работах А. Оберлендера чувствуется сильное влияние творчества Вильгельма Буша. Популярны были в первую очередь его юмористические и сатирические картины межличностных отношений, зачастую выраженные в антропоморфизированных изображениях животных. А. Оберлендер работал в основном на еженедельный иллюстрированный юмористический журнал Летящие листья (Fliegende Blätter). Впоследствии он делал рисунки и для других мюнхенских изданий. Работал также как книжный иллюстратор. Был членом мюнхенского объединения художников Аллотрия.
К наиболее известным произведениям А.Оберлендера относится серия рисунков Зарисовки из записной книжки малыша Морица, выходившая с 1880 по 1900 год. Начиная с 1879 года выходил и так называемый Альбом Оберлендера.
Произведения художника хранятся в музеях Мюнхена, Берлина, Дрездена.